# HD 210056
HD 210056，又名CP-76 1549，SAO 258006、HR 8432，是一颗恒星，视星等为6.15，位于銀經314.09，銀緯-37.34，其B1900.0坐标为赤經22h 2m 28.7s，赤緯-76° -37.34′ 21″。